# Quadricalcarifera kusukusuana
Quadricalcarifera kusukusuana är en fjärilsart som beskrevs av Matsumura 1929. Quadricalcarifera kusukusuana ingår i släktet Quadricalcarifera och familjen tandspinnare. Inga underarter finns listade.